# 리모

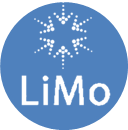

리모(LiMo, Linux Mobile)는 모바일 폰 및 휴대용 기기를 위한 소프트웨어 플랫폼이다. 리모는 리모 재단에 의해 휴대용 기기를 위해 개발되었고, 운영 체제로 리눅스를 쓴다. SKT는 한국 LiMo 진흥 협회(Korean LiMo Ecosystem Association)가 2010년 11월 19일 서울 역삼동 르네상스 서울에서 개최한 '오픈 소스 진영의 스마트 디바이스 발전 전략 컨퍼런스'에서 해외 6개 이통사에 리모 탑재 공용 단말 출시를 제안하였다. 앤드루 쉬키어(Andrew Shikiar) 리모 국제 마케팅 담당은 "리모 단말이 오는 2011년 2분기부터 선보일 예정"이라고 하였다. 삼성은 SLP(삼성 리눅스 플랫폼)를 11월 중 리모재단의 표준 플랫폼으로 기증할 예정이고, 2011년 2분기에는 SLP를 탑재한 스마트폰을 전 세계에 출시하였다.
단, 타이젠과 함께 통합해 운영한다.

## 같이 보기
- 안드로이드 (운영 체제)
- iOS
- 블랙베리 OS
- 윈도우 폰 7
- 바다 (운영 체제)
- 미고
- 타이젠
- 우분투 모바일